# Quick Step and Side Kick
En 1983 se edita Quick Step & Side Kick, el tercer disco de Thompson Twins convertidos ya en trío: Tom Bailey, Allanah Currie, y Joe Leeway. En la edición en vinilo se incluyeron diez temas, mientras que en la versión en casete se incluyeron seis remezclas adicionales de algunos de los temas del disco. En 2008 se publicó una reedición doble en la que se incluía un CD adicional con las caras-B y las versiones de los Maxisingles extraídos del álbum.

## Temas
| QUICK STEP & SIDE KICKS | QUICK STEP & SIDE KICKS | QUICK STEP & SIDE KICKS |
|                         | Título                  | Duración                |
| ----------------------- | ----------------------- | ----------------------- |
| 01                      | "Love On Your Side"     | 3:58                    |
| 02                      | "Lies"                  | 3:10                    |
| 03                      | "If You Were Here"      | 2:55                    |
| 04                      | "Judy Do"               | 3:47                    |
| 05                      | "Tears"                 | 5:02                    |
| 06                      | "Watching"              | 3:57                    |
| 07                      | "We Are Detective"      | 3:02                    |
| 08                      | "Kamikaze"              | 3:55                    |
| 09                      | "Love Lies Bleeding"    | 2:49                    |
| 10                      | "All Fall Out"          | 5:26                    |

| THE CASSETTE REMIXES | THE CASSETTE REMIXES                    | THE CASSETTE REMIXES |
|                      | Título                                  | Duración             |
| -------------------- | --------------------------------------- | -------------------- |
| 01                   | "Love Lies Fierce [Love Lies Bleeding]" | 6:57                 |
| 02                   | "Long Beach Culture [Instrumental]"     | 6:46                 |
| 03                   | "No Talkin' - Dub [Lies]"               | 6:18                 |
| 04                   | "Rap Boy Rap [Love On Your Side]"       | 7:25                 |
| 05                   | "Frozen In Time [Kamikaze]"             | 6:28                 |
| 06                   | "Fallen Out [All Fall Out]"             | 2:35                 |

| THE B-SIDES AND THE 12" REMIXES | THE B-SIDES AND THE 12" REMIXES                                           | THE B-SIDES AND THE 12" REMIXES |
|                                 | Título                                                                    | Duración                        |
| ------------------------------- | ------------------------------------------------------------------------- | ------------------------------- |
| 01                              | "Love [Single Remix]"                                                     | 3:16                            |
| 02                              | "Love On Your Back"                                                       | 4:09                            |
| 03                              | "Lucky Day"                                                               | 3:53                            |
| 04                              | "Dancesaurus"                                                             | 4:42                            |
| 05                              | "Lies (Bigger And Better) [12" Version]"                                  | 6:35                            |
| 06                              | "Beach Culture"                                                           | 3:59                            |
| 07                              | "Love On Your Side (No Talkin') [12" Version]"                            | 5:49                            |
| 08                              | "We Are Detective (More Clues) [12" Version]"                             | 5:48                            |
| 09                              | "Lucky Day (Space Mix)"                                                   | 7:02                            |
| 10                              | "Watching (You Watching Me) [12" Version]"                                | 5:51                            |
| 11                              | "Dancesaurus (Evan Large Reptiles Have Emotional Problems) [12" Version]" | 5:58                            |

- Datos: Q6094673